# Dziesięciu z Wielkiej Ziemi
Dziesięciu z Wielkiej Ziemi – seria komiksowa składająca się z czterech albumów autorstwa Władysława Krupki, T. Ronisza (scenariusz) i Jerzego Wróblewskiego (rysunki). Seria ta jest kontynuacją innej serii z tymi samymi bohaterami – Tajemnica złotej maczety. 
Komiksy opowiadają historię trzech chłopców, którzy wysłuchują wspomnień pana Jana – kustosza miejscowego muzeum historycznego z okresu drugiej wojny światowej. Wspomina on im swoją historię wojenną. Opowiada, jak po przeszkoleniu w ZSRR zostaje przerzucony wraz z dziesięcioosobową grupą dywersyjną, którą dowodzi, na zaplecze frontu gdzie prowadzą akcje zaczepne na polskich terenach wcielonych do Rzeszy. Historia kończy się zimą 1945 roku, gdy na tereny, na których działają, wkracza Armia Czerwona.  
Serię tę wydała oficyna wydawnicza Sport i Turystyka w roku 1987, składa się z czterech 32-stronicowych zeszytów wydanych w kolorze w nakładzie 100 270 egzemplarzy. 

## Bohaterzy
- Michał Wiśniewski
- Maciek Wiśniewski
- Wacek
- pan Jan – kustosz miejscowego muzeum historycznego

## Albumy wydane w seriiDziesięciu z Wielkiej Ziemi[3]
- Chrzest bojowy
- Skok w nieznane
- Nim wstanie świt
- Ostatni raport